# كوسر (جبلة)

تعديل مصدري - تعديل

كوسر محلة تابعة لقرية الرشاحي، التابعة لعزلة وراف بمديرية جبلة إحدى مديريات محافظة إب في الجمهورية اليمنية، بلغ تعداد سكانها 169 حسب تعداد اليمن لعام 2004.